# Harry Fox
Harry Fox eg. Arthur Carringford, född 25 maj 1882 i Pomona, Kalifornien, död 20 juli 1959 i Woodland Hills, Los Angeles, var en skådespelare och dansör, som uppträdde på vaudevilleteatrar i USA i början av 1900-talet. 
En dansionstruktör vid namn F.L. Clendenen beskrev i sin bok Dance Mad de steg som hade skapats av Fox och han kallade dansen foxtrot (The Fox Trot).